# Karel Rada
Karel Rada (Karlovy Vary, 2 marzo 1971) è un allenatore di calcio ed ex calciatore ceco, di ruolo difensore, commissario tecnico della nazionale ceca femminile.

## Carriera

### Club
Dopo aver militato nelle giovanili dello Skoda Plzeň, andò nel 1990 al Dukla Praga dove debuttò nello stesso anno in massima divisione. Nel 1994 passò al Sigma Olomouc dove arrivò con la squadra al secondo posto nella stagione 1995-1996.
Nel 1997 passò in Turchia al Trabzonspor con cui terminò il campionato 1997-1998 al terzo posto. Dopo essere ritornato in Repubblica Ceca, questa volta con lo Sparta Praga, il calciatore fu acquistato nel 2001 dai tedeschi dell'Eintracht Francoforte, allora militanti in 2. Fußball-Bundesliga.
Dopo aver conquistato la promozione in Bundesliga, fu ceduto nel 2002 al Teplice e terminò la carriera nel 2008 con il Bohemians 1905.

### Nazionale
Con la Rep. Ceca giocò 43 partite andando a segno quattro volte tra il 1995 e il 2001. Partecipò agli europei di Inghilterra 1996 e di Belgio-Paesi Bassi 2000.